# صدیق موسی
صدیق موسی (انگلیسی: Sadiq Mousa؛ زادهٔ ۲۰ اکتبر ۱۹۵۹) بازیکن فوتبال اهل عراق بود.
وی همچنین در تیم ملی فوتبال عراق بازی کرده‌است.